# Курнендз
Курнендз (пол. Kurnędz) — село в Польщі, у гміні Сулеюв Пйотрковського повіту Лодзинського воєводства.
Населення — 353 особи (2011).
У 1975-1998 роках село належало до Пйотрковського воєводства.

## Демографія
Демографічна структура станом на 31 березня 2011 року:
|          | Загалом | Допрацездатний вік | Працездатний вік | Постпрацездатний вік |
| -------- | ------- | ------------------ | ---------------- | -------------------- |
| Чоловіки | 186     | 52                 | 114              | 20                   |
| Жінки    | 167     | 35                 | 98               | 34                   |
| Разом    | 353     | 87                 | 212              | 54                   |